# Моргунове
Моргунове — селище в Україні,  у Звенигородському районі Черкаської області, у складі Вільшанської селищної громади. Населення — 56 чоловік (на 2001 рік).
Офіційно вимерло у 2010-х роках.[джерело?]

## Історія
- Село постраждало внаслідок геноциду українського народу, проведеного окупаційним урядом СССР 1932—1933 та 1946–1947 роках.